# U-21-Fußball-Europameisterschaft 2013/Finalrunde
Dieser Artikel beschreibt die Finalrunde der U-21-Fußball-Europameisterschaft 2013.

## Spielplan
|  | Halbfinale  | Halbfinale  | Halbfinale |   |         | Finale  | Finale | Finale |
|  |             |             |            |   |         |         |        |        |
|  | Spanien     | Spanien     | 3          |   |         |         |        |        |
|  | Norwegen    | Norwegen    | 0          |   |         |         |        |        |
|  | Norwegen    | Norwegen    | 0          |   | Italien | Italien | 2      |        |
|  |             |             |            |   | Italien | Italien | 2      |        |
|  |             | Spanien     | Spanien    | 4 |         |         |        |        |
|  | Italien     | Spanien     | Spanien    | 4 | Italien | 1       |        |        |
|  | Italien     |             |            |   |         | 1       |        |        |
|  | Niederlande | Niederlande | 0          |   |         |         |        |        |

## Halbfinale

### Spanien – Norwegen 3:0 (1:0)
| Spanien                                                 | Spanien | Norwegen | Norwegen |
| ------------------------------------------------------- | --- | --- | -------- |
| Spanien                                                 | \| 15. Juni 2013 um 17:30 Uhr in Netanja (Netanja-Stadion) \| \| Zuschauer: 12.048 \| \| Schiedsrichter: Serhij Bojko ( Ukraine) \| \| Spielbericht \|                                                                                 | \| 15. Juni 2013 um 17:30 Uhr in Netanja (Netanja-Stadion) \| \| Zuschauer: 12.048 \| \| Schiedsrichter: Serhij Bojko ( Ukraine) \| \| Spielbericht \| | Norwegen |
| Spanien                                                 | David de Gea – Martín Montoya, Marc Bartra, Iñigo Martínez, Alberto Moreno – Asier Illarramendi, Koke, Thiago , Isco (89. Pablo Sarabia) – Rodrigo (59. Álvaro Morata), Cristian Tello (73. Iker Muniain) Cheftrainer: Julen Lopetegui | Ørjan Nyland – Thomas Rogne, Stefan Strandberg , Fredrik Berge, Omar Elabdellaoui – Harmeet Singh, Magnus Eikrem (75. Håvard Nordtveit), Jo Inge Berget, Marcus Pedersen – Stefan Johansen (80. Valon Berisha), Joshua King (46. Håvard Nielsen) Cheftrainer: Tor Skullerud | Norwegen |
| Spanien                                                 | 1:0 Rodrigo (45.) 2:0 Isco (87.) 3:0 Morata (90.+3') | | Norwegen |
| Spanien                                                 | Bartra, Illarramendi | Eikrem | Norwegen |
| 15. Juni 2013 um 17:30 Uhr in Netanja (Netanja-Stadion) | | |          |
| Zuschauer: 12.048                                       | | |          |
| Schiedsrichter: Serhij Bojko ( Ukraine)                 | | |          |
| Spielbericht                                            | | |          |

### Italien – Niederlande 1:0 (0:0)
| Italien                                                        | Italien | Niederlande | Niederlande |
| -------------------------------------------------------------- | --- | --- | ----------- |
| Italien                                                        | \| 15. Juni 2013 um 20:30 Uhr in Petach Tikwa (HaMoshava-Stadion) \| \| Zuschauer: 10.123 \| \| Schiedsrichter: Ovidiu Hațegan ( Rumänien) \| \| Spielbericht \| | \| 15. Juni 2013 um 20:30 Uhr in Petach Tikwa (HaMoshava-Stadion) \| \| Zuschauer: 10.123 \| \| Schiedsrichter: Ovidiu Hațegan ( Rumänien) \| \| Spielbericht \|                                                                                                  | Niederlande |
| Italien                                                        | Francesco Bardi – Giulio Donati, Luca Caldirola , Matteo Bianchetti, Vasco Regini – Marco Verratti, Alessandro Florenzi, Lorenzo Insigne (85. Nicola Sansone), Fausto Rossi (90. Marco Crimi) – Ciro Immobile (62. Manolo Gabbiadini), Fabio Borini Cheftrainer: Devis Mangia | Jeroen Zoet – Ricardo van Rhijn, Stefan de Vrij (75. Mike van der Hoorn), Bruno Martins Indi, Daley Blind (84. Leroy Fer) – Kevin Strootman , Adam Maher, Georginio Wijnaldum, Marco van Ginkel – Luuk de Jong, Ola John (69. Memphis Depay) Cheftrainer: Cor Pot | Niederlande |
| Italien                                                        | 1:0 Borini (79.) | | Niederlande |
| Italien                                                        | Borini, Verratti, Donati, Sansone | Indi | Niederlande |
| 15. Juni 2013 um 20:30 Uhr in Petach Tikwa (HaMoshava-Stadion) | | |             |
| Zuschauer: 10.123                                              | | |             |
| Schiedsrichter: Ovidiu Hațegan ( Rumänien)                     | | |             |
| Spielbericht                                                   | | |             |

## Finale

### Italien – Spanien 2:4 (1:3)
| Italien                                                        | Italien | Spanien | Spanien |
| -------------------------------------------------------------- | --- | --- | ------- |
| Italien                                                        | \| 18. Juni 2013 um 18:00 Uhr in Jerusalem (Teddy-Kollek-Stadion) \| \| Zuschauer: 29.300 \| \| Schiedsrichter: Matej Jug ( Slowenien) \| \| Spielbericht \| | \| 18. Juni 2013 um 18:00 Uhr in Jerusalem (Teddy-Kollek-Stadion) \| \| Zuschauer: 29.300 \| \| Schiedsrichter: Matej Jug ( Slowenien) \| \| Spielbericht \|                                                                             | Spanien |
| Italien                                                        | Francesco Bardi – Giulio Donati, Luca Caldirola , Matteo Bianchetti, Vasco Regini – Marco Verratti (76. Marco Crimi), Alessandro Florenzi (58. Riccardo Saponara), Lorenzo Insigne, Fausto Rossi, Ciro Immobile (58. Manolo Gabbiadini) – Fabio Borini Cheftrainer: Devis Mangia | David de Gea – Martín Montoya, Marc Bartra, Iñigo Martínez, Alberto Moreno – Asier Illarramendi, Koke (86. Ignacio Camacho), Thiago , Isco – Cristian Tello (70. Iker Muniain), Álvaro Morata (81. Rodrigo) Cheftrainer: Julen Lopetegui | Spanien |
| Italien                                                        | 1:1 Immobile (10.) 2:4 Borini (80.) | 0:1 Thiago (6.) 1:2 Thiago (31.) 1:3 Thiago (38., Foulelfmeter) 1:4 Isco (66., Foulelfmeter) | Spanien |
| Italien                                                        | Verratti, Regini, Caldirola, Crimi | Koke, Tello, Martínez | Spanien |
| 18. Juni 2013 um 18:00 Uhr in Jerusalem (Teddy-Kollek-Stadion) | | |         |
| Zuschauer: 29.300                                              | | |         |
| Schiedsrichter: Matej Jug ( Slowenien)                         | | |         |
| Spielbericht                                                   | | |         |